# Jef van Gool
Jozef van Gool (27 aprile 1935 – 22 gennaio 2022) è stato un calciatore belga, di ruolo attaccante.

## Carriera
È stato capocannoniere del campionato belga nella stagione 1957-1958 con la maglia del Anversa.

## Palmarès

### Club

#### Competizioni nazionali
- Campionato belga: 1

Anversa: 1956-1957